# 佳能 EF 400mm 鏡頭
佳能 EF 400mm 鏡頭是一系列由佳能公司生產的定焦鏡頭，一共有下列幾種型號，标有“USM”的镜头表示含有超声波马达。為佳能L鏡頭之一。
- Canon EF 400mm f2.8/L USM

當400mm鏡頭用於佳能數碼EOS系列的APS-C幅面機身（如佳能 EOS 550D）時，400mm的視角會變窄，其等效於全幅機身上的640mm視角（乘以系數1.6）。當用於APS-H幅面機身（如佳能 EOS-1D Mark IV）時，其等效於全幅機身的520mm視角（乘以系數1.3）。